# Grand Mazarin
Le Grand Mazarin est un diamant ayant notamment appartenu au cardinal Mazarin puis transmis à la royauté française au décès de celui-ci. Il a été porté par 4 rois, 4 reines, 2 empereurs et 2 impératrices.

## Description
C'est un diamant rose fantaisie de 19,07 carats.

## Histoire
Il est originaire des mines de Golconde, situées dans le sud de l'Inde.
Acquis par le cardinal Mazarin, celui-ci le lègue à Louis XIV en 1661, avec d'autres diamants exceptionnels.[réf. nécessaire]
Il orne le diadème de l’Impératrice Marie-Louise commandé par Napoléon I au joaillier François-Régnault Nitot.[réf. nécessaire]
En 1887, le gouvernement français vend aux enchères des objets appartenant à la Couronne de France, dont les diamants de la Couronne et notamment celui-ci. Il a notamment appartenu au joaillier Frédéric Boucheron, puis à la famille Derwies.
En novembre 2017, il est vendu à Genève par Christie's 12,5 millions de francs suisses, soit le double de son estimation. Le nom du vendeur et celui du nouveau propriétaire ne sont pas divulgués.

## Compléments

### Autres diamants roses célèbres
- Graff pink
- Daria-e nour
- Martian Pink
- Pink Legacy
- Diamanta Grande Table